# معارضة الحرب العالمية الأولى

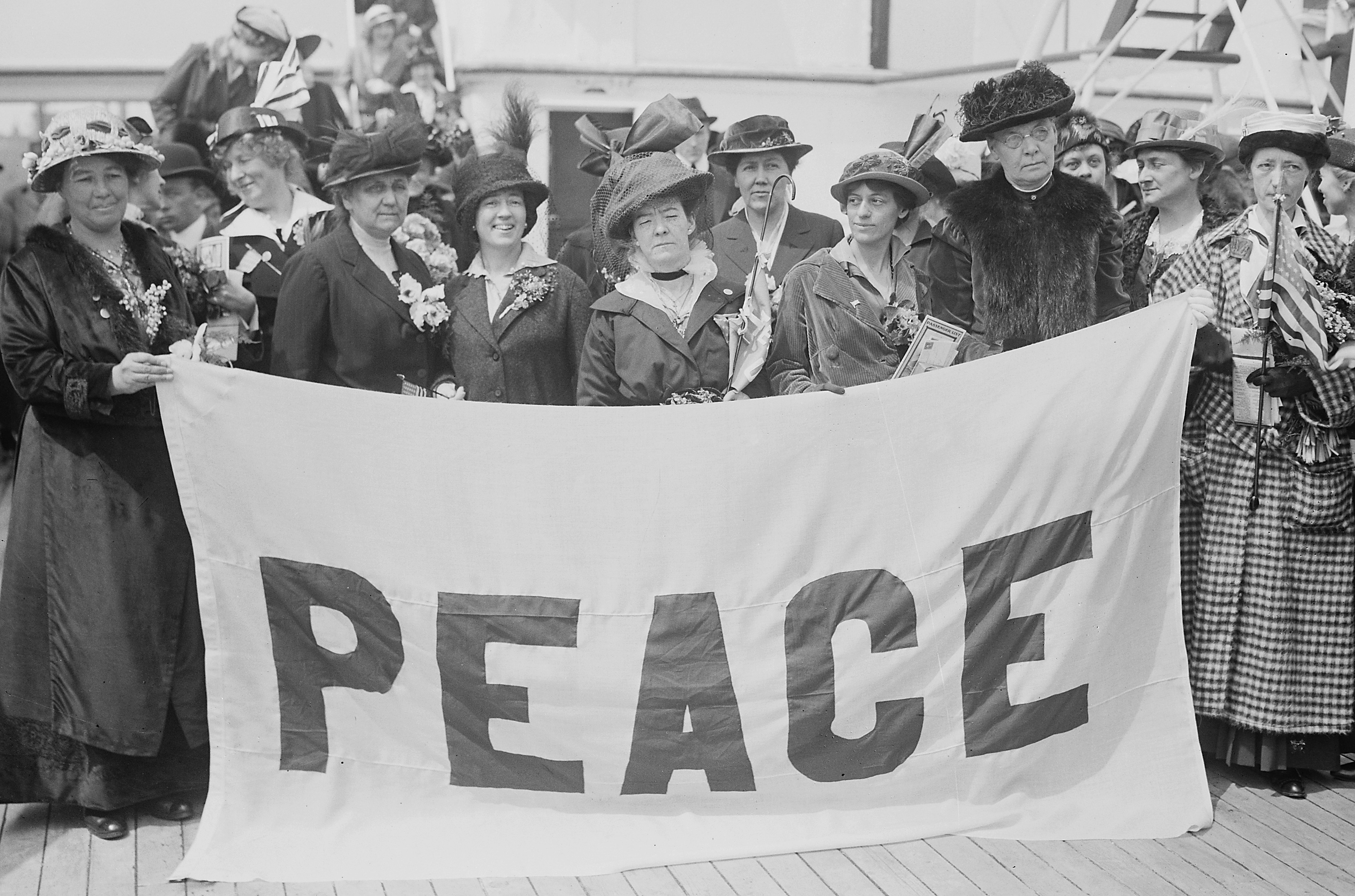

شملت معارضة الحرب العالمية الأولى معارضة الجماعات الاشتراكية واللاسلطوية والنقابية والماركسية اليسارية، إضافة إلى جماعات المسيحية السلامية والقوميين الكنديين والأيرلنديين ومجموعات نسائية ومثقفين، والشعوب الريفية. كانت النساء من جميع الانتماءات -على نحو كبير- أقل دعمًا للحرب من الرجال.
كانت الحركات الاشتراكية قد أعلنت قبل الحرب معارضتها للحرب، قائلةً إن الحرب لا تعني إلا أن يقتل العمال بعضهم لمصلحة رؤسائهم. لكن بمجرد إعلان الحرب، قررت معظم الهيئات الاشتراكية والنقابية دعم حكومة بلادها ودعم الحرب. على سبيل المثال، في 25 يوليو 1914، وجه الجهاز التنفيذي للحزب الديمقراطي الاجتماعي الألماني (إس پي دي) نداءً إلى أعضائه للتظاهر ضد الحرب المقبلة، ثم صوّت في 4 أغسطس لصالح اعتمادات الحرب التي أرادتها الحكومة الألمانية. وعلى نحو مماثل، نظم الحزب الاشتراكي الفرنسي واتحاده (سي جي تي) -وبالأخص بعد اغتيال زعيم الحزب وداعية السلام، جان جوريس- مسيرات واحتجاجات جماهيرية امتدت حتى اندلاع الحرب، ولكن بمجرد أن بدأت الحرب، احتجوا بأنه ينبغي على الاشتراكيين في وقت الحرب أن يدعموا أمتهم ضد عدوان الدول الأخرى، وصوتوا أيضًا لصالح اعتمادات الحرب.
شملت الجماعات المعارضة للحرب: البلاشفة الروس، والحزب الاشتراكي الأمريكي، والحزب الاشتراكي الإيطالي، والفصيل الاشتراكي بقيادة كارل ليبكنخت وروزا لوكسمبورغ في ألمانيا (الذي صار لاحقًا الحزب الشيوعي في ألمانيا). وفي السويد، سُجن زعيم الشباب الاشتراكي زيث هوغلوند بسبب الدعاية المناهضة للحرب، وذلك على الرغم من عدم مشاركة السويد في الحرب.

## النساء
كانت النساء من جميع الانتماءات، على نحو كبير، أقل دعمًا للحرب من الرجال. كانت نساء جماعات الكنيسة مناهضات للحرب على نحو خاص. لكن مالت نساء حركة الاقتراع في بلدان مختلفة إلى دعم المجهود الحربي، وطالبن بالحق في التصويت مكافأةً على هذا الدعم.
في فرنسا، شكلت ناشطات كل من حركة نساء الطبقة العاملة الاشتراكيات وحركة نساء الطبقة المتوسطة -المطالبة بحق الاقتراع- مجموعاتهن الخاصة لمعارضة الحرب. غير الحركتين لم تتمكنا من تنسيق جهودهما بسبب الشك المتبادل جراء الاختلافات الطبقية والسياسية. بعد سنة 1915، ضعفت هذه الجماعات أو انحلّت كليًا بعد أن تركت مناضلاتها الرئيسات العملَ ضمن منظمات غير نسوية تعارض الحرب.
انقسمت حركة الاقتراع النسائية في بريطانيا حول قضية الحرب. أيدت المجموعات الرئيسة الرسمية دعوى الحرب، ولكنها قوبلت بمعارضة عدد من الناشطات البارزات في مجال حقوق المرأة، بمن فيهن هيلينا سوانويك، ومارغريت أشتون، وكاثرين مارشال، ومود رويدن، وكاثلين كورتني، وكريستال ماكميلان وسيلفيا بانكهيرست. كان ذلك ائتلافًا مبكرًا للحملة النسائية السلامية، وهو ما أدى إلى تشكيل الرابطة النسائية الدولية للسلم والحرية في عام 1915.

## بريطانيا العظمى
في بريطانيا، قاوم بعض الناس التجنيد الإجباري. بحلول عام 1918، سُجن العديد من الشخصيات البارزة بسبب معارضتهم للحرب، تضمن ذلك «كبير صحفيي التحقيق في البلاد، وحائز مستقبلي لجائزة نوبل، وأكثر من 6 من أعضاء البرلمان المستقبليين، وأحد وزراء الحكومة في المستقبل، ورئيس تحرير سابق كان ينشر صحيفة سرية لزملائه السجناء على ورق المرحاض». كان بيرتراند راسل -وهو عالم رياضيات وفيلسوف وناقد اجتماعي مزاول للنشاطات السلامية- أحد المسجونين، وقد طُرد من كلية ترينيتي في كامبريدج بعد إدانته بموجب قانون الدفاع عن المملكة في عام 1916. أسفرت إدانة لاحقة عن سجنه لمدة ستة أشهر في سجن بريكستون، وقد أُفرج عنه في سبتمبر 1918.
على الرغم من دعم حزب العمال العام للمجهودات الحربية، فقد كان لحزب العمال المستقل دور أساسي في معارضة التجنيد الإجباري عبر منظمات مثل زمالة مناهضة التجنيد الإجباري، ونظم حزب عمال منتسب إلى الحزب الاشتراكي البريطاني عددًا من الإضرابات غير الرسمية. استقال آرثر هندرسون من مجلس الوزراء في عام 1917، وسط دعوات إلى استبداله بجورج بارنز من أجل وحدة الحزب. على الرغم من ذلك، واصلت أغلبية الحركة، على نحو عام، دعم الحرب طوال فترة النزاع، ولم ينقسم حزب العمل البريطاني بسبب الحرب، على خلاف معظم نظرائه في القارة.
في أحواض بناء السفن في غلاسكو، واسكتلندا، وما حولها، أصبحت معارضة المجهودات الحربية البريطانية هدفًا رئيسًا خلال عصر ريد كلايدسايد. ولتعبئة عمال كلايدسايد ضد الحرب العالمية الأولى، شُكلت لجنة عمال كلايد (سي دابليو سي)، مع تعيين ويلي غالاتشر رئيسًا لها، وديفيد كيركوود أمين صندوقها. قادت لجنة عمال كلايد (سي دابليو سي) الحملة ضد حكومة ديفيد لويد جورج الليبرالية وضد قانون الذخائر الذي أصدرته، والذي منع المهندسين من مغادرة الشركات التي يعملون فيها. تفاوضت لجنة عمال كلايد (سي دابليو سي) مع قادة الحكومة، ولكن لم يتسنَّ لها التوصل إلى اتفاق، وهو ما ترتب عليه إلقاء القبض على غالاتشر وكيركوود وسُجنوا بموجب قانون الدفاع عن المملكة.
جرت الأنشطة والفعاليات المناهضة للحرب خارج أماكن العمل وفي الشوارع بوجه عام. سُجِن الماركسي جون مكلين وعضو حزب العمال المستقل جيمس ماكستون بسبب أنشطتهم الدعائية المناهضة للحرب.

## في الإمبراطورية البريطانية

### أستراليا
في أستراليا، أسفر استفتاءان أُجريا في عامي 1916 و1917 عن التصويت برفض التجنيد الإجباري، اعتُبر ذلك معارضة عامة لكافة دعاوى الحرب. ردًا على ذلك، استخدمت الحكومة الأسترالية قانون احتياطات الحرب وقانون الجمعيات غير الشرعية لاعتقال المعارضين للتجنيد الإجباري ومقاضاتهم مثل توم باركر، رئيس تحرير صحيفة ديركت أكشن، والعديد من أعضاء اتحاد العمال الصناعيين في العالم. أُلقي القبض أيضًا على الشاب جون كيرتن، الذي كان آنذاك عضوًا في الحزب الاشتراكي الفيكتوري. صادرت الرقابة الحكومية في مداهمات للشرطة المنشورات المناهضة للتجنيد الإجباري.
كان من بين المعارضين البارزين الآخرين للتجنيد الإجباري رئيس أساقفة ملبورن الكاثوليكي دانييل مانيكس، وتوماس رايان رئيس وزراء العمال في كوينزلاند، وفيدا غولدشتاين، وجيش السلام النسائي. عارضت معظم النقابات العمالية -على نحو فعال- التجنيد الإجباري.
فكر العديد من الأستراليين، على نحو إيجابي، في التجنيد الإجباري كعلامة على ولائهم لبريطانيا، وظنوا أن ذلك أيضًا من شأنه أن يدعم الرجال الذين كانوا يقاتلون بالفعل. غير أن النقابات خشيت من أن يحل محل أعضائها عمالة أجنبية أو أنثوية أرخص، فعارضت التجنيد الإجباري. جادلت بعض الجماعات أن الحرب برمتها كانت غير أخلاقية، وأنه من الظلم إجبار الناس على القتال.
في أستراليا، كان للمرأة الحق الكامل في التصويت، وهو ما كان يشكل أمرًا نادرًا.

### كندا
في كندا، تمحورت المعارضة للتجنيد الإجباري والمشاركة في الحرب حول القوميين الفرنسيين الكنديين بقيادة هنري بوراسا. في أعقاب انتخابات عام 1917، نفذت الحكومة قانون الخدمة العسكرية لعام 1917، وقد دخل حيز النفاذ في عام 1918، وأشعل نهاية أسبوع من أعمال الشغب في مدينة كيبيك بين 28 مارس و1 أبريل 1918. بموجب قانون تدابير الحرب لعام 1914، أرسلت الحكومة الفيدرالية قوات لاستعادة النظام في المدينة، ففتحت النار على مظاهرة في يوم 1 أبريل.

### أيرلندا
بداية من عام 1914، كانت الحملات المناهضة للحرب في أيرلندا تحت قيادة المناصر للسلامية فرانسيس شيهي سكفينغتون، والاشتراكي جيمس كونولي، والعضو في مجلس العموم لورنس جينيل. أُعدم كل من كونولي وشيهي سكفينغتون على يد الجيش البريطاني في أعقاب اندلاع ثورة عيد الفصح في عام 1916. كان لأزمة التجنيد الإجباري في عام 1918 تداعيات طويلة الأمد، إذ وحدت بين العديد من الأحزاب القومية والكنيسة الرومانية الكاثوليكية لمعارضة مشروع القرار. وقد لعب ذلك دورًا رئيسيًا في حرب الاستقلال الأيرلندية وإنشاء الدولة الأيرلندية الحرة في عام 1922.

### نيوزيلندا
في نيوزيلندا، عارض الحزب الاشتراكي النيوزيلندي وحزب العمال النيوزيلندي الحرب (لا سيما التجنيد الإجباري). حوكم عدة أعضاء بتهمة إثارة الفتنة في عام 1916 وسُجنوا، بمن فيهم بيتر فرازير وبوب سيمبل وبادي ويب. أصبح فرايزر لاحقًا رئيس وزراء نيوزيلندا خلال معظم فترة الحرب العالمية الثانية.

## دعاة السلام
رغم أن بداية الحرب العالمية الأولى حظيت عمومًا باستقبال وطني حماسي في مختلف أنحاء أوروبا، استمرت جماعات السلام بنشاطها في إدانة الحرب. في بريطانيا، سُجن الناشط البارز في مجال السلام، ستيفن هوبهاوس، لرفضه الخدمة العسكرية، وكانت العديد من الجماعات والحركات الاشتراكية معادية للنزعة العسكرية استشهادًا بإدانة ستيفن بوصفه «اشتراكيًا دوليًا ومسيحيًا»، فزعمت أن الحرب بطبيعتها كانت نوعًا من الإكراه الذي تفرضه الحكومة على الطبقة العاملة لصالح صفوة الرأسمالية. في 31 يوليو 1914، اغتال متعصب قومي الزعيم الاشتراكي الفرنسي المسالم، جان جوريس. أيّدت الأطراف الوطنية في منظمة الأممية الثانية الدول المرتبطة بها أثناء الحرب، وحُلّت الأممية في عام 1916.
في عام 1915، شكّل قادة الحزب الليبرالي البريطاني رابطة عصبة الأمم لتعزيز منظمة دولية قوية بإمكانها فرض الحل السلمي للنزاع. في وقت لاحق من ذلك العام، أُنشئت رابطة إنفاذ السلام في أمريكا لتعزيز أهداف مماثلة. نشر هاملتون هولت افتتاحية في مجلة نيويورك الأسبوعية، ذا إندبندنت، بعنوان «الطريق لنزع السلاح: اقتراح عملي» في 28 سبتمبر 1914. دعا في افتتاحيته إلى تنظيم دولي يتفق على التحكيم في النزاعات وضمان السلامة الإقليمية لأعضائها عن طريق الاحتفاظ بقوات عسكرية تكفي لهزيمة غير الأعضاء. أدت النقاشات التي أعقبت ذلك والتي دارت بين الأمميين الرائدين إلى تعديل خطة هولت لتوائم المقترحات التي قدمها جيمس برايس في بريطانيا العظمى، وهو سفير بريطاني سابق في الولايات المتحدة. كانت هذه وغيرها من المبادرات محورية في تغيير المواقف التي أدت إلى استحداث عصبة الأمم بعد الحرب. 
عارض المسيحيون السلميون وكنائس السلام التقليدية كجمعية الأصدقاء الدينية (الكويكرز) الحرب. انتقدت معظم الطوائف الخمسينية الأمريكية الحرب وشجعت أعضاءها على أن يكونوا معترضين  ضميريًا.
في الولايات المتحدة، كان حزب المرأة للسلام من بين بعض الجماعات العديدة التي احتجت على الحرب (نُظِّم الحزب في عام 1915 بقيادة الإصلاحية جين آدمز)، بالإضافة إلى الاتحاد الأمريكي المناهض للنزعة العسكرية ومنظمة التصالح الدولية ولجنة أمريكا لخدمات الأصدقاء.

## في سائر دول الحلفاء
كانت معارضة الحرب في روسيا بقيادة الماركسيين والتولستويين السلميين بإمرة فالنتين بلغاكوف. كان نداء «استيقظوا، جميع الناس إخوة!» أول رد فعل لبلغاكوف على اندلاع الحرب والذي ألّفه في 28 سبتمبر 1914.
«عدونا –ليسوا الألمان، ولا الروس أو الفرنسيين. العدو المشترك بيننا جميعًا، مهما كانت جنسيتنا– هو الوحش الذي في داخلنا. لا يوجد مكان يؤكد هذه الحقيقة بوضوح، كما هو الحال الآن، عندما يكون الأشخاص مسحورين وفخورين بإفراط بعلم كاذب وبثقافتهم الأجنبية وحضارة الآلة، فقد أدركوا فجأة في القرن العشرين المرحلة الحقيقية من تطورها: هذه الخطوة ليست أرقى من تلك التي كان أسلافنا عليها في أيام أتيلا الهوني وجنكيز خان. من المحزن أن نعلم بمرور ألفي عام من المسيحية دون أن تترك أثرًا على الأشخاص».
في أكتوبر، واصل بلغاكوف الترويج لندائه، بجمع التوقيعات ونشر النسخ التي صادرتها الشرطة السرية القيصرية، أو الأوخرانا. في 28 أكتوبر، أُلقي القبض على بلغاكوف مع 27 من الموقعين على النداء.
في الفترة بين نوفمبر وديسمبر من عام 1915، أُطلق سراح أغلب المتهمين بكفالة. أُجريت محاكمة في 1 أبريل 1916 وبُرئ المدعى عليهم.
مع استمرار انخراط روسيا في الحرب على أية حال، بدأ الجنود بإنشاء محاكمهم الثورية وشرعوا بإعدام الضباط بشكل جماعي. بعد ثورة أكتوبر عام 1917، دعا بلاشفة لينين إلى هدنة أحادية الجانب، إلا ان المقاتلين الآخرين رفضوا ذلك، وصمموا على القتال حتى النهاية المريرة. وافق البلاشفة على معاهدة سلام مع القيصرية الألمانية، معاهدة بريست ليتوفسك، على الرغم من شروطها القاسية. نشرت هذه الدول المعاهدات السرية بين روسيا والحلفاء الغربيين، على أمل أن يؤدي الكشف عن خطط الحلفاء الرامية إلى إحلال سلام انتقامي إلى تشجيع المعارضة الدولية للحرب.
في عام 1917، أدت سلسلة من حركات التمرد في الجيش الفرنسي إلى إعدام عشرات الجنود وسجن عدد أكبر. أعادت الحكومة الفرنسية إعادة تأهيل هؤلاء الجنود في تسعينيات القرن العشرين.